# Mùa bão Tây Bắc Thái Bình Dương 1994
Mùa bão Tây Bắc Thái Bình Dương 1994 là một mùa bão hoạt động mạnh, với sự xuất hiện của tổng cộng 41 xoáy thuận nhiệt đới trong năm. Mùa bão không có giới hạn chính thức; nó diễn ra trong suốt năm 1994, nhưng hầu hết các xoáy thuận nhiệt đới có xu hướng hình thành trên Tây Bắc Thái Bình Dương trong khoảng giữa tháng 5 và tháng 11. Những cơn bão nhiệt đới hình thành ở khu vực phía Tây đường đổi ngày quốc tế và phía Bắc xích đạo được đặt tên bởi Trung tâm Cảnh báo Bão Liên hợp  JTWC . Tổ chức Khí tượng Thế giới chỉ định Trung tâm Khí tượng Chuyên ngành Khu vực cho các xoáy thuận nhiệt đới trong khu vực này là Cơ quan Khí tượng Nhật Bản  JMA . Áp thấp nhiệt đới trở lên hình thành hoặc đi vào khu vực theo dõi của Philippines cũng sẽ được đặt tên bởi Cục quản lý Thiên văn, Địa vật lý và Khí quyển Philippines  PAGASA . Đó là lý do khiến cho nhiều trường hợp, một cơn bão có hai tên gọi khác nhau.
Mùa bão bắt đầu vào ngày 4 tháng 1 với sự hình thành của áp thấp nhiệt đới 01W ở phía Tây của Yap, với cơn bão nhiệt đới đầu tiên của mùa bão xuất hiện ba tháng sau vào ngày 1 tháng 4, và kết thúc vào thời điểm gần cuối năm khi bão nhiệt đới Bobbie tan ngoài khơi Thái Bình Dương trong ngày 25 tháng 12. Trong suốt mùa bão, đã có 25 hệ thống bão đổ bộ hoặc đe dọa đến đất liền, khiến 2.400 người thiệt mạng. Cơn bão mạnh nhất trong năm là siêu bão Doug (vận tốc gió duy trì 1 phút lớn nhất), nó đã tác động đến Đài Loan, Hàn Quốc và đất liền Trung Quốc. Trong khi siêu bão Fred là cơn bão làm chết nhiều người nhất với 1.000 người tại Trung Quốc. Trong giai đoạn đầu mùa bão; ảnh hưởng kết hợp của hai cơn bão nhiệt đới Russ và Sharon đã gây lũ lụt ở Trung Quốc khiến 1.400 người thiệt mạng. Mùa bão cũng đã chứng kiến hai cơn bão, Li và John, đi vào khu vực Tây Bắc Thái Bình Dương từ phía Đông. Trong khi đó một cơn bão khác, bão nhiệt đới Yuri, hình thành từ một vùng thấp mà trước đó cũng đã vượt qua đường đổi ngày quốc tế. Trong mùa bão này, PAGASA đặt tên cho 25 xoáy thuận nhiệt đới và họ đã phải dử dụng một danh sách bổ sung để đặt tên cho một số xoáy thuận sau khi số lượng tên trong danh sách chính đã hết. Có ba trong số 25 xoáy thuận trên không được theo dõi bởi JTWC.

## Tóm lược mùa bão
Đây là 41 xoáy thuận nhiệt đới trong năm 1994 ở Tây Bắc Thái Bình Dương, 39 trong số đó hình thành trên khu vực này và có hai cơn bão, bão nhiệt đới Li và bão John, hình thành trên vùng Đông Bắc Thái Bình Dương (phía Đông kinh tuyến 140° Tây), vượt đường đổi ngày quốc tế đi vào khu vực Tây Bắc Thái Bình Dương. Có 34 trong số 39 xoáy thuận đã trở thành những cơn bão nhiệt đới và được đặt tên, và 17 trong số chúng đã trở thành những cơn bão cuồng phong. Mùa bão bắt đầu vào ngày 4 tháng 1 với sự hình thành của áp thấp nhiệt đới 01W ở phía Tây của Yap, với cơn bão nhiệt đới đầu tiên của mùa bão xuất hiện ba tháng sau vào ngày 1 tháng 4, và kết thúc vào thời điểm gần cuối năm khi bão nhiệt đới Bobbie tan ngoài khơi Thái Bình Dương trong ngày 25 tháng 12.
Trong mùa bão 1994, có tất cả 25 hệ thống đã đổ bộ hoặc đe dọa đến đất liền, 8 trong số đó tấn công Philippines, 8 đổ bộ vào Trung Quốc, 6 đổ bộ Việt Nam, 3 tấn công Đài Loan và Trung Quốc, với tổng cộng 2.400 người thiệt mạng. Tại Hong Kong, 28% lượng mưa nhận được trong năm là từ các xoáy thuận nhiệt đới, lớn hơn so với trung bình hàng năm.

## Các cơn bão

### Áp thấp nhiệt đới Akang
Áp thấp nhiệt đới đầu tiên trong năm được quan trắc lần đầu vào ngày 1 tháng 1 khi nó là một vùng mây kém tổ chức, nằm trong một rãnh thấp trên khu vực gần quần đảo Caroline. Sau đó hệ thống di chuyển theo hướng Bắc - Tây Bắc với mây đối lưu xung quanh dần tổ chức hơn. Nhờ đó cùng với việc một trạm thời tiết tại Chuuk báo cáo vận tốc gió đạt 35 dặm/giờ (55 km/giờ) đã thúc đẩy JTWC ban hành "Cảnh báo về sự hình thành của xoáy thuận nhiệt đới" (TCFA) trong ngày 2 tháng 1. Tuy nhiên hệ thống đã không thể tăng cường thêm trong ngày mùng 3, khi mà đối lưu vẫn chưa duy trì được sự tổ chức. Cuối cùng thì sang ngày hôm sau nó cũng đã được phân loại một là áp thấp nhiệt đới, với vị trí khi đó là cách Yap 370 dặm (600 km) về phía Tây.
Vào tối ngày 5 tháng 1, áp thấp nhiệt đới 01W đổ bộ lên đảo Samar thuộc Philippines và bắt đầu suy yếu. Một cảnh báo cuối cùng đã được ban hành vào sáng ngày mùng 6 sau khi hệ thống đã mất toàn bộ đối lưu sâu. Tổng cộng có khoảng 35 - 45 người được báo cáo thiệt mạng, thiệt hại là trên 69 triệu peso (1994 peso) hay 2,4 triệu USD (1994 USD). Áp thấp nhiệt đới cũng đã gây ra lũ lớn ở Philippines. Tổng cộng đã có ít nhất 16.000 người đã phải di tản đến những nơi trú ẩn do chính phủ điều hành trong và sau cơn bão.

### Bão nhiệt đới Owen (Bising) (bão số 1)
Bão Owen hình thành từ một vùng nhiễu động nhiệt đới mà ban đầu được xác định nằm trong một rãnh thấp gần xích đạo trên khu vực Micronesia. Vùng nhiễu động được đề cập đến lần đầu bởi JTWC trong ngày 29 tháng 3. Vào ngày 31, một khu vực riêng biệt nằm trong rãnh thấp biểu lộ dấu hiệu cho thấy sự xuất hiện của hoàn lưu mực thấp, và không lâu sau JTWC bắt đầu ban hành thông báo về áp thấp nhiệt đới 02W. Trong khi đó, JMA đã phân loại nó là một cơn bão nhiệt đới, số hiệu 9401. khi nó ở vị trí cách Yap 260 dặm (420 km) về phía Tây - Tây Bắc.
Owen sau đó tiếp tục mạnh lên, và JMA đã phân loại nó là một cơn bão nhiệt đới dữ dội vào ngày 3 tháng 4. Cùng thời điểm đó JTWC nâng cấp Owen lên bão cuồng phong. Cơn bão di chuyển theo hướng Tây Nam rồi Tây - Tây Nam, và đạt cường độ tối đa với vận tốc gió 139 km/giờ (gió 1 phút) theo JTWC, và 110 km/giờ (gió 10 phút) theo JMA trong ngày 4 tháng 4, ngay trước khi nó đổ bộ vào khu vực giữa Leyte và Mindanao. Ở Guiuan thuộc Samar đã đo được gió duy trì đạt vận tốc 83 km/giờ vào cuối ngày 3 tháng 4. Owen suy yếu thành một cơn bão nhiệt đới trên đất liền, sau đó nó đi vào Biển Đông và mạnh trở lại một chút. Một giàn khoan ở đây ghi nhận gió duy trì đạt 93 km/giờ. Không lâu sau, cơn bão đã tan vào ngày mùng 9 trên vùng biển phía Tây Bắc Luzon.
Một cơn bão di chuyển theo hướng Tây - Tây Nam trong giai đoạn ngắn trước khi đổ bộ lên đất liền như Owen là hiếm gặp. Chỉ có hai cơn bão trong tháng 4 ở Tây Bắc Thái Bình Dương đổ bộ đất liền trong khi đang di chuyển theo hướng Tây - Tây Nam, bão Wanda của mùa bão 1971 và Owen. Owen sau đó vòng lên hướng Bắc rồi Đông Bắc trên Biển Đông cũng là một điều bất thường khác; nó vòng lại khi ở tọa độ có vĩ độ 13°B, nhỏ hơn 3° về phía Nam so với vĩ độ trung bình nơi mà các cơn bão vòng lại trên Biển Đông trong tháng 4.
Phạm vi ảnh hưởng của Owen tại Philippines là rộng lớn, với 9 tỉnh được tuyên bố đặt dưới "tình trạng khẩn cấp" bởi Tổng thống Phillipines khi đó là Fidel Ramos. Đã có ít nhất 10 người thiệt mạng, 5 người khác mất tích, và 14 ngư dân bị lo ngại là đã chết đuối. Tổng cộng có 33 người bị thương và hơn 9.000 hộ dân bị ảnh hưởng bởi cơn bão. Không có thiệt hại được báo cáo đối với giàn khoan trên Biển Đông.
Ở khu vực Okinawa, mưa lớn được ghi nhận tại Yonaguni, với tổng lượng mưa lên đến 313 mm. Vận tốc gió lớn nhất đo được ở Yonaguni là 32,4 km/giờ.

### Bão Page (Klaring)
Vào ngày 8 tháng 5, một vùng rộng lớn mây đối lưu dày đặc kết hợp với một rãnh thấp gần xích đạo được ghi nhận trên khu vực Đông quần đảo Caroline. Sáng hôm sau, ảnh vệ tinh trực tiếp cho thấy vùng mây đối lưu kết hợp với hệ thống đã có tổ chức hơn, và tín hiệu báo cáo từ các phao trên biển xác nhận tâm hoàn lưu mực thấp đã xuất hiện ở vị trí có tọa độ khoảng 5°B 153°Đ. Một quá trình phát triển chậm diễn ra sau đó, và hệ thống này được JTWC nâng cấp thành áp thấp nhiệt đới vào ngày 12 tháng 5. Cùng thời điểm đó, JMA bắt đầu theo dõi hệ thống, khi nó ở cách Guam khoảng 320 dặm (510 km) về phía Tây - Tây Nam.
Page tăng cường chậm khi di chuyển theo hướng Tây Bắc trong vài ngày sau. Vào cuối ngày 12, Page được JTWC nâng cấp thành bão nhiệt đới khi nó nằm trên khu vực cách Yap 310 dặm (510 km) về phía Bắc, trong khi JMA lần đầu công nhận hệ thống này là một cơn bão nhiệt đới trong ngày 13. Cuối ngày 13, Page đột nhiên di chuyển chậm lại và đổi hướng sang thành Đông Bắc. Vào ngày 14, Page trở thành một cơn bão cuồng phong theo JTWC. Tuy nhiên phải 30 giờ sau JMA mới nâng cấp Page thành bão cuồng phong. Page đạt đỉnh cường độ với vận tốc gió 170 km/giờ và áp suất tối thiểu 965 hPa, 30 tiếng sau khi chuyển hướng. Vào sáng sớm ngày 18 tháng 5, cảnh báo cuối cùng đã được ban hành bởi cả JTWC và JMA, khi cơn bão bắt đầu chuyển đổi thành một hệ thống ngoại nhiệt đới ở vị trí cách Tokyo khoảng 600 dặm (960 km) về phía Đông - Đông Nam.
Page là cơn bão có phạm vi dự đoán hướng đi trung bình sai lệch nhiều nhất trong tất cả các cơn bão của mùa bão 1994, nguyên nhân cơ bản do thất bại trong việc dự kiến nó sẽ sớm di chuyển vòng lại hướng Đông Bắc. Hơn nữa, Page đạt cường độ tối đa chậm, khoảng 30 tiếng sau thời điểm nó vòng lại, điều này là không phổ biến. Trong giai đoạn giữa 1978 và 1993, chỉ có 24 cơn bão đạt cường độ tối đa sau quá 24 tiếng kể từ khi vòng lại.
Những cơn sóng lớn và thủy triều được tạo ra bởi Page đã tác động đến vùng Tây quần đảo Mariana. Một vài khách du lịch đã được giải cứu khỏi sóng lớn và những dòng nước xiết ở Guam. Mưa nhỏ được ghi nhận tại Nhật Bản, tổng lượng mưa cao nhất là 29 mm ở Kumagaya,Saitama. Tại núi Tsukuba, vận tốc gió tối đa ghi lại được là 58 km/giờ.

### Áp thấp nhiệt đới 04W (Deling)
Ngày 14 tháng 5, một vùng đối lưu sâu gắn kết với một hoàn lưu yếu đã được đề cập trong "Thông báo Thời tiết Nhiệt đới Quan trọng" của JTWC vào lúc 0600 UTC. Trong năm ngày tiếp theo, hoàn lưu yếu này di chuyển theo hướng Tây - Tây Bắc, hướng đến Guam, sau đó nó chuyển hướng Tây - Tây Nam. Tuy nhiên mây đối lưu đã không thể tập hợp gần trung tâm trong khoảng thời gian này. Sau khi di chuyển qua khu vực gần Palau trong ngày 21 tháng 5, nó chuyển hướng Tây Bắc, đi vào vùng biển Philippines và được PAGASA đặt tên là Deling vào sáng sớm ngày 23 tháng 5, giờ địa phương. Không lâu sau, ảnh sóng cảm biến đặc biệt đã chỉ ra sự xuất hiện của tâm hoàn lưu mực thấp rõ ràng, và những bức ảnh vệ tinh trực tiếp cũng như hồng ngoại cho thấy hệ thống đang ngày một tổ chức hơn với việc đối lưu sâu đã hợp nhất gần trung tâm. Do đó, một "Cảnh báo về sự hình thành của xoáy thuận nhiệt đới" đã được JTWC ban hành vào lúc 0600 UTC.
Cảnh báo đầu tiên về áp thấp nhiệt đới được ban hành một ngày sau khi lượng mây đối lưu dày đặc gần trung tâm đã tăng lên khi nó ở gần Philippines. Sau đó, khi áp thấp nhiệt đới ở trên quần đảo Philippines, một hệ thống đối lưu Mesoscale (MCS) (tổ hợp mây dông phức tạp có quy mô trung bình) đã phát triển trong phạm vi rộng gần tâm của áp thấp nhiệt đới, hiện tượng tương tự cũng đã xảy ra lần nữa sau này khi nó ở phía Tây Luzon. Không lâu sau khi MCS thứ hai suy giảm, áp thấp nhiệt đới đổ bộ vào miền Trung Việt Nam trong ngày 26 tháng 5, và sau đó tan nhanh chóng trên đất liền. Đài quan sát Hong Kong theo dõi hệ thống trong khoảng 24 giờ từ khi nó là một áp thấp nhiệt đới yếu ở cách quần đảo Hoàng Sa khoảng 320 dặm (520 km) về phía Đông Nam vào ngày 25 cho đến khi nó tan.
Theo những thông tin từ báo chí, có khoảng 2000 người ở thành phố Davao đã buộc phải đi sơ tán. Dù không có những báo cáo về gió mạnh hay áp suất thấp, nhưng hệ thống đã gây mưa lớn tạo ra ngập lụt nặng làm 5 người chết và ít nhất một người mất tích.

### Bão nhiệt đới Russ (Emang) (bão số 2)
Bão nhiệt đới Russ là một trong ba cơn bão khiến cho Đài Quan sát Hong Kong phải nâng mức báo động 3 trong mùa bão 1994. Russ được phát hiện lần đầu vào ngày 2 tháng 6, khi nó là một vùng nhiễu động nhiệt đới ở cách đảo Hải Nam khoảng 87 dặm (140 km) về phía Đông. Đối lưu sâu phía trên hoàn lưu trung tâm nhanh chóng được tăng cường, và Đài Quan sát Hong Kong đã tuyên bố đó là một áp thấp nhiệt đới trong ngày mùng 3 khi nó cách Hong Kong khoảng 180 dặm (290 km) về phía Nam.
Ban đầu hệ thống tăng cường chậm và di chuyển theo hướng Đông - Đông Bắc. Đến tối ngày 4 tháng 6 nó trở thành một cơn bão nhiệt đới, và Russ đã đi qua ngay sát phía Nam quần đảo Đông Sa trong đêm hôm đó. PAGASA đã đặt tên cơn bão là Emang, một thời gian ngắn trước khi nó bắt đầu di chuyển ngược lại theo hướng Tây - Tây Nam, và mạnh lên. Russ đổ bộ lên khu vực Đông Bắc bán đảo Lôi Châu trong ngày 8 tháng 6 và sau đó tan trong đất liền.
Vận tốc gió giật tối đa ở Hong Kong ghi nhận được là 104 km/giờ tại Tai Mo Shan (một ngọn núi có độ cao 957m) vào ngày 7 tháng 6. Lượng mưa mỗi ngày cao nhất được ghi nhận tại Nguyên Lãng trong ngày mùng 8, với lượng là 41 mm. Ở các tỉnh Hải Nam, Quảng Đông và Quảng Tây, Russ khiến ít nhất 74 người thiệt mạng và 726 người khác bị thương. Có 16 người được báo cáo là mất tích. 702.430 hecta diện tích đất nông nghiệp ở ba tỉnh đã bị hủy hoại bởi lũ lụt từ cơn bão. Khoảng 725.000 ngôi nhà bị phá hủy, và tổng thiệt hại ước tính 6,3 triệu Nhân dân tệ (RMB) (1994 RMB), tương đương 727,5 triệu USD (1994 USD).

### Bão nhiệt đới Sharon (Gading) (bão số 3)
Vào khoảng giữa tháng 6, không lâu sau khi bão nhiệt đới Russ đổ bộ lên đất liền Trung Quốc, một vùng mây đối lưu nằm trong một rãnh thấp gần xích đạo bắt đầu tập hợp lại trên khu vực phía Nam Chuuk. Trong ngày 20 tháng 6, hệ thống này di chuyển theo hướng Tây - Tây Bắc và đã bắt đầu có tổ chức. Nó mạnh lên thành một áp thấp nhiệt đới vào ngày 21, sau đó quá trình tăng cường độ dừng lại do độ đứt gió thẳng đứng ở mức không thuận lợi. Giai đoạn suy yếu tiếp theo đã dẫn đến sự tan biến của áp thấp nhiệt đới vào ngày 22 tháng 6.
PAGASA đã đặt tên hệ thống là Gading khi nó ở gần Philippines. 12 giờ sau khi cảnh báo cuối cùng được ban hành, mây đối lưu một lần nữa xuất hiện trở lại, và một cảnh báo mới lại được phát đi. Tuy nhiên, một ngày sau, JMA đã ban hành cảnh báo cuối cùng của họ về bão nhiệt đới 9404. Khi đi qua Luzon, Sharon gây lũ lụt và tạo ra những dòng lũ cuốn theo bùn đất từ ngọn núi Pinatubo, làm chết hai người. Giao thông ở hai tuyến đường cao tốc chính gần Manila đã bị gián đoạn do bùn đất.
Sau khi vượt qua Luzon, Sharon đạt cường độ tối đa. Độ đứt gió thẳng đứng ở mức không thuận lợi khiến nó không thể mạnh hơn. Vào ngày 25, cơn bão đổ bộ vào khu vực cách Trạm Giang khoảng 87 dặm (140 km) về phía Đông - Đông Bắc. Vị trí này cách nơi mà cơn bão Russ đã đổ bộ một tuần trước đó khoảng 68 dặm (110 km). Ở Hong Kong ghi nhận gió giật 96 km/giờ tại Tai Mo Shan. Cơn bão cũng đã khiến 11 người thiệt mạng ở vùng biển ngoài khơi Hong Kong. Lũ lụt do ảnh hưởng kết hợp của Russ và Sharon gây ra cái chết của hơn 1.400 người, và thiệt hại vượt quá 6 tỉ USD (1994 USD).

### Áp thấp nhiệt đới 07W (Heling)
Áp thấp nhiệt đới 07W phát triển trong một rãnh gió mùa vào ngày 29 tháng 6, ở xa phía Đông Philippines. Những cảnh báo đầu tiên được đưa ra vào lúc 0000 UTC ngày 3 tháng 7 khi hệ thống ở cách quần đảo Đông Sa xấp xỉ 160 dặm (250 km) về phía Đông Nam. Áp thấp nhiệt đới đã đạt đỉnh cường độ một thời gian ngắn trước khi đổ bộ lên đất liền trong ngày mùng 4. Lũ lụt kết hợp với áp thấp nhiệt đới đã khiến 4 người chết và 2 người khác mất tích ở khu vực phía Tây tỉnh Quảng Đông, đồng thời phá hủy 6.700 ngôi nhà và làm hư hại 50.000 ngôi nhà khác. Có 120.000 hecta diện tích đất nông nghiệp bị hủy hoại, và thiệt hại đã xảy ra đối với các công trình thủy lợi. Tổng thiệt hại tại Quảng Đông ước tính 114 triệu USD (1994 USD). Tại Quảng Tây, cơn bão làm 6 người thiệt mạng, và khiến 30.000 người mất nhà cửa.

### Bão Tim (Iliang)
Một vùng nhiễu động nhiệt đới hình thành ở phía Nam một rãnh trên tầng đối lưu trong ngày 5 tháng 7. Vào sáng ngày 6 tháng 7, hệ thống này đã mạnh lên thành một áp thấp nhiệt đới. Di chuyển theo hướng Tây Bắc, áp thấp nhiệt đới đã mạnh lên thành bão nhiệt đới khi nó tiếp cận kinh tuyến 130°Đ trong sáng ngày mùng 8. Sau đó, một quá trình tăng cường độ nhanh chóng diễn ra, và Tim mạnh lên một cơn thành bão cuồng phong vào cuối ngày. Trong ngày mùng 10, Tim đạt đỉnh với vận tốc gió 145 dặm/giờ (232 km/giờ).
Từ ngày 9 đến 11 tháng 7, hiệu ứng Fujiwhara diễn ra giữa Tim và bão nhiệt đới Vanessa và Tim đã hấp thụ cơn bão nhỏ hơn Vanessa vào trong phần phía Đông Nam của nó. Vào cuối ngày 10 tháng 7, Tim tấn công Đài Loan, đổ bộ cách thủ đô Đài Bắc khoảng 120 dặm (200 km) về phía Nam và gây gió giật tới 181 km/giờ tại Chengkung. Sau đó Tim suy yếu và tiếp tục di chuyển theo hướng Tây Bắc, vượt qua bờ biển cách Phúc Châu khoảng 93 dặm (150 km) về phía Nam - Tây Nam, đi vào đất liền Trung Quốc. Cơn bão tan khi đã ở sâu trong đất liền vào ngày 11 tháng 7.
Tim gây thiệt hại trên diện rộng ở Đài Loan, khiến ít nhất 19 người thiệt mạng, 11 người khác mất tích và 67 người bị thương. Một tàu chở hàng bị mắc cạn ở khu vực gần Tô Áo, trên tàu có 97 người Trung Quốc. Khoảng 50.000 hecta đất nông nghiệp bị ngập lụt, và hơn 300 ngôi nhà bị sập trong bão. Thời tiết xấu cũng làm gián đoạn các chuyến bay quốc tế, và đánh sập hệ thống điện phục vụ đến hơn 2 triệu hộ gia đình. Thiệt hại được báo cáo là 2 tỉ Tân Đài tệ (TWD) (1994 TWD), tương đương 75 triệu USD (1994 USD).
Tại tỉnh Phúc Kiến, cơn bão làm chết 3 người và gây ngập lụt 140.000 hecta diện tích đất nông nghiệp, với thiệt hại ước tính 1,5 tỉ Nhân dân tệ (RMB) (1994 RMB), hay 173,5 triệu USD (1994 USD). Tim đồng thời cũng đã làm 14 người chết và 6 người bị thương ở Philippines (tại các tỉnh Pangasinan, Ilocos Sur và Ilocos Norte) khi nó di chuyển qua gần khu vực này.

### Bão nhiệt đới Vanessa (Loleng) (bão số 4)
Khi Tim đang phát triển trên biển Philippines, một vùng nhiễu động nhiệt đới cũng bắt đầu phát triển trên Biển Đông. Vào cuối ngày 8 tháng 7, nó trở thành một áp thấp nhiệt đới. Đến hôm sau, áp thấp nhiệt đới đã mạnh lên, và cả JTWC lẫn JMA đều phân loại hệ thống là một cơn bão nhiệt đới vào sáng sớm ngày mùng 9.
Vanessa đã đi một vòng ngược chiều kim đồng hồ và sau đó nó bắt đầu di chuyển về hướng Đông Bắc dưới sự ảnh hưởng của một luồng gió mùa kết hợp với hoàn lưu của cơn bão Tim. Nó đạt đỉnh với vận tốc gió 83 km/giờ ở phía Tây Luzon trước khi bị hấp thụ bởi cơn bão lớn hơn - Tim. Cảnh báo cuối cùng được ban hành vào ngày 11 tháng 7 sau khi xác định rằng hoàn lưu mực thấp của Vanessa đã bị hấp thụ. Vanessa, được biết đến tại Philippines với cái tên Loleng, đã khiến ba người ở đây thiệt mạng.

### Bão Walt (Miding)
Walt là một trong ba xoáy thuận nhiệt đới cùng hình thành từ một rãnh gió mùa nghịch (rãnh có chiều Đông Bắc - Tây Nam, thường là Tây Bắc - Đông Nam). Vào ngày 11 tháng 7, một nhóm mây dông phát triển gần Palau. Vùng nhiễu động này di chuyển chậm theo hướng Tây Bắc, mạnh lên thành một áp thấp nhiệt đới vào cuối ngày 14. Walt sau đó chuyển hướng Đông Bắc khi nó ở gần vĩ tuyến 15°B và tăng cường. Vào chiều ngày 19 tháng 7 Walt đã trở thành siêu bão đầu tiên của mùa bão, và nó duy trì cường độ đó trong một ngày. Walt chuyển hướng Tây trong khi nó đang dần suy yếu. Trong sáng ngày 23 cơn bão đã suy yếu xuống cấp độ bão nhiệt đới và chuyển hướng đi về phía Bắc trong vài ngày tiếp theo. Walt lại chuyển hướng lần nữa, nó quay lại phía Tây, đổ bộ vào vùng Tây Nam Shikoku với cường độ là một cơn bão nhiệt đới trung bình, đem đến gió giật ở mức độ bão nhiệt đới. Sáng sớm ngày 27, cơn bão tan ở vùng phía Nam Hàn Quốc, đem đến mưa giúp cải thiện tình hình hạn hán nghiêm trọng ở khu vực này.

### Bão nhiệt đới Yunya (Norming)
Vào ngày 16 tháng 7, một vùng nhiễu động trên Biển Đông thuộc một rãnh gió mùa nghịch đã được đề cập đến lần đầu bởi JTWC. Một hoàn lưu mực thấp yếu đã được xác định thông qua ảnh vệ tinh động và dữ liệu tóm tắt trong sáng sớm hôm đó. Di chuyển theo hướng Đông - Đông Bắc, hệ thống mạnh lên thành áp thấp nhiệt đới 11W vào ngày 18. Cũng trong ngày 18, JMA đã tuyên bố sự hình thành của bão nhiệt đới 9409 tại thời điểm 0600 UTC. Sau đó Yunya mạnh dần lên, đạt cường độ tối đa lúc nó gần đổ bộ lên Tây Bắc Luzon trong sáng ngày 19.
Khi ở trên đất liền, nó trở nên bất tổ chức và suy yếu thành một cơn bão nhiệt đới nhỏ. Sau khi đi vào vùng biển Philippines, Yuna mạnh trở lại và đạt một đỉnh cường độ thứ hai với vận tốc gió 74 km/giờ. JMA đã ngừng đưa ra các cảnh báo tiếp theo sau khi Yunya được xem là đã suy yếu xuống dưới cấp bão nhiệt đới vào lúc 1800 UTC cùng ngày. Trong khi đó JTWC tiếp tục theo dõi áp thấp nhiệt đới cho đến khi mây đối lưu của nó suy giảm và cơn bão tan biến vào ngày 21 tháng 7. Yunya đã di chuyển bất thường về hướng Đông trong suốt thời gian nó tồn tại, nguyên nhân do rãnh gió mùa nghịch. Yunya đồng thời cũng là một cơn bão nhỏ, và ngay trước khi nó đổ bộ đã xuất hiện hiện tượng mây đối lưu được tổ chức một cách nhanh chóng.
Mưa lớn từ cơn bão đã gây những trận lở đất cuốn theo những mảnh vụn núi lửa từ ngọn núi Pinatubo. Một sự trùng hợp, khi mà trước đây vào năm 1991 một cơn bão cũng tên Yunya đổ bộ Philippines đúng vào ngày mà một đợt phun trào lớn đã diễn ra từ núi Pinatubo. Gió giật vượt quá 110 km/giờ được ghi nhận ở Luzon. Đã có ít nhất 11 người thiệt mạng, 7 người khác bị thương và 420.000 người bị ảnh hưởng bởi cơn bão. Tổng thiệt hại được báo cáo ở Philippines là 37,6 triệu USD (1994 USD).

### Bão nhiệt đới Zeke
Một vùng nhiễu động nhiệt đới hình thành vào ngày 14 tháng 7 và ban đầu nó di chuyển theo hướng từ Bắc đến Đông Bắc. Hệ thống dần phát triển và trở thành một áp thấp nhiệt đới vào chiều ngày 18. Độ đứt gió phía Tây trên tầng cao được tạo ra từ cơn bão Walt khiến áp thấp nhiệt đới phát triển chậm. Cuối cùng nó cũng đạt cường độ bão nhiệt đới vào sáng sớm ngày 20. Zeke sau đó do dự trong việc di chuyển theo hướng Đông Bắc. Vào chiều ngày 22, sau khi đã di chuyển nhiều hơn về hướng Bắc, Zeke trở thành một cơn bão cuồng phong trong vòng nửa ngày. Zeke tiếp tục di chuyển về phía Bắc, suy yếu và chuyển đổi thành một xoáy thuận ngoại nhiệt đới vào sáng sớm ngày 25.

### Áp thấp nhiệt đới 13W
Áp thấp nhiệt đới 13W là xoáy thuận nhiệt đới có thời gian tồn tại ngắn nhất của mùa bão, khi mà JTWC chỉ ban hành có 4 cảnh báo về nó. 13W hình thành vào ngày 25 tháng 7 trong sự kết hợp với gió mùa Tây Nam hoạt động tăng cường, ở vị trí cách Guam khoảng 160 dặm (250 km) về phía Đông.
Ngay ngày hôm sau nó đã tan ở phía Đông điểm cực Bắc của quần đảo Mariana, cách Guam khoảng 160 dặm (250 km) về phía Bắc. Không có báo cáo thiệt hại do áp thấp nhiệt đới. Vào ngày 28, một xoáy thuận cận nhiệt đới được ghi nhận ở phía Đông Nam Tokyo, và đó có thể là một sự tiếp nối của áp thấp nhiệt đới 13W.

### Bão nhiệt đới Brendan (Oyang)
Một vùng nhiễu động nhiệt đới đã phát triển ở vùng biển Philippines vào ngày 26 tháng 7. Hệ thống này di chuyển chậm theo hướng Tây Bắc trong vài ngày tiếp theo. Gió mùa Tây Nam tăng cường khiến vùng nhiễu động chuyển hướng lên phía Bắc, và nó trở thành một áp thấp nhiệt đới vào sáng ngày 29. Sau đó áp thấp nhiệt đới tiếp tục tăng tốc về phía Bắc, mạnh lên thành bão nhiệt đới ngay trước khi đổ bộ vào khu vực Okinawa. Brendan đạt đỉnh ở phía Nam đảo Jeju, Hàn Quốc với cường độ một cơn bão nhiệt đới trung bình. Sau đó cơn bão vòng lại ở trên biển Hoàng Hải, vượt qua Hàn Quốc khi nó đang trong quá trình chuyển đổi thành một hệ thống ngoài nhiệt đới, với các đặc điểm của một xoáy thuận cận nhiệt đới. Cuối cùng nó đã chuyển đổi thành một xoáy thuận ngoại nhiệt đới và tăng cường trở lại trong lúc nó đang di chuyển qua vùng biển Nhật Bản. Cơn bão làm 2 người chết ở Hàn Quốc. Lượng mưa lên tới 200 mm ở bán đảo Triều Tiên đã góp phần cải thiện tình hình khô hạn ở khu vực này.

### Bão nhiệt đới Amy (bão số 5)
Một vùng mây đối lưu cố định gắn kết với một trung tâm hoàn lưu mực thấp đã di chuyển khỏi đảo Hải Nam ra biển trong ngày 29 tháng 7. Trong khi đó, JMA báo cáo rằng đó là bão nhiệt đới 9410 đã hình thành vào sáng sớm ngày 29 trên vịnh Bắc Bộ, phía Tây đảo Hải Nam. Sau đó, JTWC cũng đã chỉ định nó là áp thấp nhiệt đới 15W, và 15W nhanh chóng được nâng cấp thành bão nhiệt đới. Cơn bão di chuyển về hướng Tây và bắt đầu suy yếu dù vẫn ở ngoài biển, sau đó nó đổ bộ vào khu vực phía Nam Hà Nội trước khi tan trong đất liền.
Bão nhiệt đới Amy làm chết 15 người và khiến hơn 32.000 người phải di dời ở Thái Lan và Campuchia. Thiệt hại do bão là 8 triệu USD (1994 USD).

### Bão nhiệt đới Caitlin (Pasing)
Một vùng nhiễu động nhiệt đới đã hình thành trong một rãnh gió mùa ở phía Tây Bắc Guam vào ngày 29 tháng 7. Quá trình phát triển chậm diễn ra sau đó, và 4 ngày sau, nó đã trở thành một áp thấp nhiệt đới. Vào cuối ngày 2 tháng 8 áp thấp nhiệt đới mạnh lên thành bão nhiệt đới. Cơn bão chuyển hướng Tây Bắc, tăng tốc hướng đến Đài Loan. Sáng mùng 3, Caitlin đổ bộ vào huyện Hoa Liên, Đài Loan. Lục Đảo đã trải qua điều kiện gió giật ở cấp bão cuồng phong (≥ 119 km/giờ) trong khoảng 21 giờ khi tâm bão di chuyển qua phần phía Bắc của hòn đảo. Mất 6 tiếng để vượt qua địa hình núi của đảo Đài Loan, và Caitlin đã đi vào eo biển Đài Loan trong ngày mùng 4. Tại Đài Loan có 10 người thiệt mạng và tổng thiệt hại là 620 triệu Tân Đài tệ (TWD) (1994 TWD), hay 23,4 triệu USD (1994 USD). Gần trưa ngày 4 tháng 8, tâm bão đi vào đất liền Trung Quốc. Mưa với lượng 84 mm mỗi giờ được ghi nhận ở khu tự trị Ninh Hạ. Những trận lũ ở vùng núi đã khiến 8 người thiệt mạng.

### Bão Doug (Ritang)
Đoạn cuối phía Đông của một rãnh gió mùa đã phát triển thành một áp thấp nhiệt đới vào ngày 30 tháng 7. Hệ thống di chuyển về phía Tây, mạnh dần lên thành một cơn bão nhiệt đới trong ngày 2 tháng 8 và trở thành một cơn bão cuồng phong trong ngày mùng 3. Sau đó, Doug di chuyển nhiều hơn về hướng Tây Bắc, và nhanh chóng tăng cường trong khoảng thời gian từ ngày mùng 4 đến ngày mùng 5, trở thành một siêu bão cấp 5 với vận tốc gió 160 dặm/giờ. Nó đã suy yếu đi một chút, vận tốc gió giảm xuống 145 dặm/giờ trước khi đi sượt qua vùng bờ biển phía Đông Đài Loan trong ngày mùng 7. Đến ngày mùng 10, nó đã suy yếu xuống còn là bão nhiệt đới. Sau đó một áp cao ở phía Bắc đẩy cơn bão di chuyển về phía Tây - Tây Nam, và Doug tan trong đất liền Trung Quốc vào ngày 13. Tổng cộng có 26 người thiệt mạng, và thiệt hại ở Đài Loan ước tính khoảng 110 triệu USD (1994 USD).

### Bão Ellie
Một vùng nhiễu động nhiệt đới đã hình thành ở khu vực cách Nhật Bản 560 dặm (900 km) về phía Đông Nam trong ngày 2 tháng 8. Hệ thống này trôi dạt về phía Nam và dần phát triển chậm. Sau đó hệ thống chuyển hướng Tây - Tây Nam, mạnh lên thành một cơn bão cuồng phong trong ngày mùng 9 khi mà một mắt bão lớn đã được hình thành. Tiếp theo, nó đã dừng lại và ít di chuyển. Đến ngày mùng 10, cơn bão chuyển hướng về phía Tây - Tây Bắc với tốc độ di chuyển trung bình. Ellie đã đi qua khu vực ngoài khơi cách Kyushu (81 dặm) 130 km về phía Nam trong ngày 13. Vào ngày 14, cơn bão chuyển hướng Bắc, đi sát bờ biển phía Đông Trung Quốc trước khi đổ bộ vào khu vực thuộc vùng Đông Bắc nước này với cường độ là một cơn bão nhiệt đới trong ngày 16.

### Bão nhiệt đới Li
Vào cuối ngày 12 tháng 8, cơn bão Li đã đi vào khu vực Tây Bắc Thái Bình Dương từ vùng trung tâm Thái Bình Dương, với việc cả JTWC lẫn CPHP (cơ quan cảnh báo bão ở khu vực trung tâm Thái Bình Dương) đều báo cáo rằng Li đã suy yếu thành một cơn bão nhiệt đới khi nó vượt qua đường đổi ngày quốc tế. Trong vài ngày tiếp theo khi Li di chuyển theo hướng Tây Bắc hướng tới đảo Wake, nó đã suy yếu đều đặn do chịu sự ảnh hưởng từ gió Tây trên cao mạnh. Trong ngày 14 tháng 8, JMA báo cáo Li đã suy yếu xuống thành một áp thấp nhiệt đới. JTWC cũng giáng cấp Li xuống là áp thấp nhiệt đới trong ngày hôm sau, khi nó đang tác động đến đảo Wake. Hệ thống được ghi nhận lần cuối cùng vào ngày 18, trước khi nó tan biến ngoài khơi Thái Bình Dương.

### Bão Fred (Susang)
Vào ngày 15 tháng 8, áp thấp nhiệt đới 19W đã trở thành một cơn bão nhiệt đới ngoài khơi Tây Bắc Thái Bình Dương. Fred di chuyển theo hướng Tây, mạnh dần lên thành một cơn bão cuồng phong trong ngày 16 và đạt đỉnh với vận tốc gió 240 km/giờ trong ngày 19. Không giống như hầu hết các cơn siêu bão khác, Fred đã không trải qua giai đoạn tăng cường nhanh chóng, nó mạnh lên một cách dần đều. Cơn bão đi qua gần khu vực Đài Loan, gây mưa lớn tạo ra những trận lở đất khắp các vùng núi trên đảo. Ở Đài Loan, đã có ba người chết và tổng thiệt hại là 22 tỉ Tân Đài tệ (TWD) (1994 TWD), hay 835.500 USD (1994 USD).
Cơn bão sau đó suy yếu, vận tốc gió giảm xuống 157 km/giờ, trước khi đổ bộ vào Hoa Đông vào ngày 21 tháng 8. Ở gần khu vực tâm bão đổ bộ, thiệt hại đáng kể đã xảy ra với hệ thống cơ sở hạ tầng. Không may, cơn bão đổ bộ trùng lúc với một đợt thủy triều cao bất thường, kết quả khiến mực nước biển dâng rất cao cộng với lũ lụt nghiêm trọng. Đã có tới 1.000 người thiệt mạng và thiệt hại lên tới 7,5 tỉ Nhân dân tệ, hay 874,4 triệu USD (1994 USD).

### Bão Gladys (Uding)
Trong ngày 19 tháng 8, một vùng mây dông nhỏ hình thành trên vùng nhiệt đới ngoài khơi Tây Bắc Thái Bình Dương. Vùng mây dông này nằm ở đoạn cuối phía Đông của một rãnh gió mùa. Vào ngày 22, hệ thống này đã có tổ chức, trở thành thành một xoáy thuận nhiệt đới nhỏ và di chuyển về phía Bắc. Vào ngày 23, hệ thống chuyển hướng về phía Tây do sự mở rộng của áp cao ở phía Bắc. Không lâu sau nó trở thành một cơn bão nhiệt đới trong ngày 24, và tiếp tục mạnh lên thành một cơn bão cuồng phong vào ngày 25. Đến ngày 28, độ đứt gió theo chiều thẳng đứng phía Tây tăng đã khiến nó suy yếu xuống chỉ còn là một cơn bão nhiệt đới yếu. Sau đó độ đứt gió đã suy giảm, giúp cho Gladys tăng kích cỡ và mạnh trở lại thành một cơn bão cuồng phong khi nó đang hướng về phía Đài Loan. Cơn bão đã di chuyển qua Bắc Đài Loan và suy yếu trước khi đổ bộ lên đất liền Trung Quốc, và sau đó tan vào ngày 2 tháng 9. Ở Tô Áo ghi nhận gió giật tới 246 km/giờ. Có sáu người thiệt mạng, và tổng thiệt hại với ngành nông nghiệp ở Đài Loan là 400 triệu Tân Đài tệ, hay 15,4 triệu USD (1994 USD).

### Áp thấp nhiệt đới Tering
Hệ thống này được công nhận là một áp thấp nhiệt đới bởi PAGASA. Nó hình thành trên khu vực cách Philippines vài trăm dặm về phía Đông trong ngày 29 tháng 8. Sau đó áp thấp nhiệt đới di chuyển theo hướng Tây - Tây Bắc và Tây Bắc, rồi tan vào ngày 30 trước khi có thể đổ bộ vào Philippines.

### Bão nhiệt đới Hary (bão số 6)
Mây dông phát triển trong một rãnh gió mùa cách Guam 289 dặm (465 km) về phía Tây Nam, hệ thống này sau đó di chuyển theo hướng Tây - Tây Bắc, hướng đi chủ yếu trong suốt quãng thời gian tồn tại của nó. Sau khi vượt qua vùng cực Bắc Luzon, nó đã trở thành một áp thấp nhiệt đới vào cuối ngày 25 tháng 8 và là bão nhiệt đới trong ngày 26. Vào sáng ngày 27, cơn bão đi qua khu vực phía Nam Hong Kong, gây ra gió giật 104 km/giờ tại đảo Waglan và 141 km/giờ tại Tai Mo Shen thuộc Hong Kong. Harry đã trở thành một cơn bão nhiệt đới mạnh trước khi tiếp cận đường bờ biển Trung Quốc. Những cơn mưa nặng hạt đã gây thiệt hại tại Trung Quốc với tổng là 484 triệu Nhân dân tệ (RMB) (1994 RMB), hay 56,5 triệu USD (1994 USD).
Sau đó cơn bão suy yếu, đi qua vịnh Bắc Bộ và đổ bộ vào miền Bắc Việt Nam, trước khi tan trong đất liền vào ngày 29.

### Bão Ivy
Vào ngày 25 tháng 8, một vùng áp thấp phát triển trên vùng cận nhiệt đới Tây Bắc Thái Bình Dương. Vùng thấp di chuyển về phía Nam - Tây Nam, và dần tập hợp mây dông. Trong ngày 28, hệ thống đã trở thành một áp thấp nhiệt đới, sau đó là bão nhiệt đới nó khi chuyển hướng đi về phía Bắc. Ivy tiếp tục phát triển, trở thành một cơn bão cuồng phong vào ngày 31. Trong những ngày đầu tháng 9, cơn bão chuyển hướng Bắc - Đông Bắc và dần suy yếu. Ivy đã chuyển đổi thành một xoáy thuận ngoại nhiệt đới khi nó liên kết với một front lạnh trong ngày 3 tháng 9.

### Bão John
Vào ngày 28 tháng 8, John, cơn bão hình thành ở Đông Bắc Thái Bình Dương, đã vượt đường đổi ngày quốc tế lúc 0900 UTC và trở thành một cơn bão cuồng phong của khu vực Tây Bắc Thái Bình Dương. Không lâu sau khi đi qua đường đổi ngày quốc tế, John đạt một đỉnh cường độ thứ hai với vận tốc gió 194 km/giờ. John bắt đầu suy yếu khi ở khu vực cách Midway về phía Tây - Tây Nam. Điều này đánh dấu một quá trình tăng cường trở lại khác trong quãng thời gian John quay lại và vượt đường đổi ngày quốc tế một lần nữa. Khi đó nó đi về phía Đông, và đi ra khỏi khu vực Tây Bắc Thái Bình Dương. Những báo cáo từ hai chiếc tàu trên biển vào lúc 1500 và 1800 UTC ngày 4 tháng 9 cho thấy John có gió duy trì đạt vận tốc 102 km/giờ. Không có báo cáo thiệt hại do John ở Tây Bắc Thái Bình Dương, mặc dù có những thiệt hại đã được báo cáo ở đảo Johnston thuộc vùng trung tâm Thái Bình Dương.

### Bão nhiệt đới Joel (bão số 7)
Một vùng mây đối lưu cố định nằm trong một rãnh gió mùa trên Biển Đông trong ngày 30 tháng 8. Ban đầu, vùng nhiễu động di chuyển theo hướng Đông - Đông Bắc, nhưng sau đó nó đã chuyển hướng Tây - Tây Bắc trong ngày 2 tháng 9. Đến ngày mùng 3, hệ thống này đã có tổ chức hơn, trở thành áp thấp nhiệt đới 23W.
Trong sáng ngày 5 tháng 9, gió trên tầng cao đã tác động đến đối lưu sâu ở phần phía Bắc của áp thấp nhiệt đới, dẫn đến sự suy yếu hoàn lưu trung tâm của nó. Tuy nhiên, mây đối lưu sau đó đã bao bọc lại xung quanh phần phía Bắc của hệ thống. Và do đó, áp thấp nhiệt đới đã được nâng cấp thành bão nhiệt đới với cái tên Joel. JMA cũng đã nâng cấp nó thành bão nhiệt đới 9422 vào sáng sớm hôm sau, giờ địa phương.
Joel sau đó chuyển hướng về phía Bắc, đổ bộ vào phần rìa phía Nam của đảo Hải Nam. Khi đi qua đất liền, Joel đạt đỉnh với vận tốc gió 83 km/giờ trước khi chuyển hướng Tây Bắc và đi vào vịnh Bắc Bộ. Một con mắt bị che mờ hoàn toàn bởi mây đã xuất hiện sau đó trên ảnh vệ tinh trực tiếp. Vào ngày 7 tháng 9, Joel đổ bộ lên khu vực gần Hải Phòng, trước khi tan trên đất liền ở khu vực phía Tây Hà Nội. Không có thiệt hại đáng kể về người hay vật chất được báo cáo.

### Bão Kinna
Một vùng mây dông đã hình thành trong một rãnh gió mùa vào ngày 1 tháng 9. Hệ thống dần tổ chức trở thành một áp thấp nhiệt đới vào ngày mùng 5. Khi di chuyển lên phía Bắc, áp thấp nhiệt đới đã mạnh lên thành bão nhiệt đới trong ngày mùng 6. Sau đó cơn bão di chuyển chậm lại, mạnh lên thành bão cuồng phong trong ngày mùng 9. Vào cuối ngày 12, Kina đã chuyển đổi thành một xoáy thuận ngoại nhiệt đới. Khi di chuyển qua khu vực phía Đông Nhật Bản, Kinna đã gây ra gió giật mạnh lên tới 110 km/giờ ở Hachijō-jima.

### Bão nhiệt đới Luke (Weling) (bão số 8)
Luke hình thành từ một vùng thấp gió mùa ở phía Tây Nam của cơn bão Kinna. Ban đầu nó là một vùng thấp gió mùa rộng lớn trong ngày 3 tháng 9, sau đó mây dông dần được tạo ra thành những dải cong ở phía Tây của hệ thống. Vào ngày mùng 9, vùng thấp gió mùa đã biến đổi thành áp thấp nhiệt đới 25W. Nó di chuyển theo hướng Tây Bắc, ngay sát phía Bắc Philippines. Trong chiều ngày 11, áp thấp nhiệt đới đã mạnh lên thành một cơn bão nhiệt đới khi nó chuyển hướng về phía Tây. Cơn bão đi qua khu vực cách phía Nam Hong Kong vào ngày 11. Tại đảo Waglan ghi nhận gió giật 93 km/giờ lúc cơn bão đi qua. Luke sau đó đi qua đảo Hải Nam, và suy yếu do địa hình ghồ ghề của hòn đảo. Tổng thiệt hại tại Trung Quốc là 100 triệu Nhân dân tệ (RMB) (1994 RMB), hay 11,7 triệu USD (1994 USD). Cơn bão đã đi vào đất liền Việt Nam trước khi tan trong ngày 14 tháng 9.

### Bão Melissa
Vào ngày 10 tháng 9, một vùng thấp gió mùa mà trước đó nó đã hấp thụ những tàn dư của cơn bão Kristy hình thành trên vùng Trung tâm Thái Bình Dương. Trong ngày 11, hệ thống đã có tổ chức hơn, đủ để được xem là một cơn bão nhiệt đới. Những cơn gió mạnh vượt xích đạo dẫn Melissa về hướng Đông Bắc, và nó bắt đầu tăng cường nhanh chóng. Melissa mạnh lên thành bão cuồng phong trong ngày 13, và siêu bão trong ngày 14. Sau đó cơn bão chuyển hướng Tây Bắc và suy yếu xuống cấp độ bão nhiệt đới yếu trong ngày 18. Sang ngày 19, Melissa đi vòng qua trục của áp cao cận nhiệt đới, trở thành một xoáy thuận ngoại nhiệt đới lớn vào ngày 21 và tan sau đó. Có ba người thiệt mạng ở Nhật Bản khi Melissa di chuyển qua gần đất nước này.
Với các tiêu chí được ưu tiên để so sánh cường độ bão trên Tây Bắc Thái Bình Dương lần lượt là áp suất trung tâm rồi đến sức gió duy trì 10 phút, Melissa được xem là cơn bão mạnh nhất của mùa bão. Nó tuy có cùng áp suất 910 mbar như cơn bão Zelda nhưng sức gió duy trì 10 phút của Melissa là cao hơn. Siêu bão Doug dù là siêu bão cấp 5 duy nhất của mùa bão và có vận tốc gió duy trì một phút cao nhất nhưng do áp suất cao hơn Melissa và Zelda (và cả Walt), nên nó vẫn được xếp sau các cơn bão này. Ngoài ra, bão Seth tuy có cùng sức gió duy trì 10 phút và áp suất nhưng yếu hơn Melissa về sức gió duy trì một phút.

### Áp thấp nhiệt đới Yaning
Vài ngày sau khi bão nhiệt đới Luke tác động đến vùng Bắc Philippines, một vùng mây dông đã hình thành từ dải hội tụ nhiệt đới trên Tây Bắc Thái Bình Dương. Vào ngày 12 tháng 9, một hoàn lưu mực thấp yếu bắt đầu phát triển trong vùng mây dông, ở khu vực cách Visayas, Philippines khoảng vài trăm km về phía Đông. Trong ngày 13, PAGASA đã ban hành cảnh báo đối với hệ thống, họ nâng cấp nó lên thành một áp thấp nhiệt đới và đặt tên là Yaning. Áp thấp nhiệt đới này di chuyển theo hướng Tây - Tây Nam. Ngày hôm sau, nó bắt đầu suy yếu do tương tác với đất liền, và nó đã tan vào cuối ngày.

### Bão nhiệt đới Nat
Nat hình thành từ một vùng mây dông, mà trước đó vùng mây dông này đã hình thành dọc theo một rãnh thấp nối với cơn bão Melissa. Hệ thống được ghi nhận lần đầu vào ngày 14 tháng 9, và nó đã phát triển thành một áp thấp nhiệt đới rồi tiếp tục mạnh lên thành bão nhiệt đới trong ngày 15. Khi đó nó đang tiếp cận Guam từ phía Tây, và sau đó vùng hoàn lưu gió của cơn bão đi qua đã gây gió giật 89 km/giờ trên hòn đảo. Có một người chết đuối ngoài biển, 24 người bị thương, phần lớn trong số đó do sét đánh. Hiện tượng xảy ra do một rãnh thấp trên bề mặt nối với cơn bão khi nó đi qua. Nat tiếp tục di chuyển về phía Đông, rồi Đông Bắc trước khi chuyển hướng Tây Bắc trong ngày 19, sau đó nó lại quay lại hướng Đông Bắc trong ngày 21, và cuối cùng tan ở vùng cận nhiệt đới của Tây Bắc Thái Bình Dương.

### Bão Orchid (Aning)
Một vùng nhiễu động nhiệt đới hình thành ở phía Đông Philippines dọc theo một rãnh thấp bề mặt nối với cơn bão Nat. Do dòng thổi từ phía Tây đang hoạt động mạnh, vùng nhiễu động di chuyển về phía Đông. Hệ thống dần tổ chức, trở thành một áp thấp nhiệt đới trong ngày 18 tháng 9. Sau đó nó chuyển hướng Bắc, mạnh lên thành một cơn bão nhiệt đới. Trong khi di chuyển gần ở phía Tây Bắc Guam, cơn bão đã gây gió giật 85 km/giờ trên đảo. Orchid dần chuyển hướng Tây Bắc, và cuối cùng là Tây Nam, đi quanh một vùng gió mùa. Nó đã mạnh dần lên thành một cơn bão cuồng phong. Đến ngày 22 tháng 9, Orchid chuyển hướng Tây Bắc và tiếp tục mạnh thêm, đạt đỉnh là một siêu bão trong ngày 25. Sau đó, một quá trình suy yếu chậm diễn ra, và Orchid cũng bắt đầu di chuyển chậm lại. Cơn bão di chuyển chậm trong quãng thời gian nó vòng lại quanh rìa phía Tây của áp cao cận nhiệt đới. Bắt đầu từ ngày 28, cơn bão tăng tốc về hướng Bắc - Đông Bắc, và đổ bộ vào Nhật Bản trong ngày 29 với cường độ bão cuồng phong, đi qua Honshu và vùng Tây Hokkaido. Gió giật 170 km/giờ được ghi nhận ở Tanabe. Cơn bão gây mưa khắp miền Trung Nhật Bản, điều này đem lại lợi ích khi nó giúp giảm bớt tình trạng khô hạn đang xảy ra ở khu vực này.. Có chín người thiệt mạng ở Nhật Bản do Orchid.

### Bão Pat
Vào ngày 20 tháng 9, một vùng nhiễu động nhiệt đới mà sau này đã phát triển thành cơn bão Pat hình thành trong đoạn cuối phía Đông của một rãnh gió mùa, gần đảo Wake. Hệ thống di chuyển theo hướng Tây - Tây Nam, dần có tổ chức hơn, trở thành một áp thấp nhiệt đới trong ngày 21. Sau đó nó chuyển hướng Tây Bắc, nhanh chóng mạnh lên thành một cơn bão cuồng phong vào ngày 23. Không lâu sau, Pat chuyển hướng Tây, suy yếu, và nó bắt đầu tương tác với cơn bão Ruth ở phía Tây Nam. Vào ngày 24 tháng 9, Pat và Ruth bắt đầu cùng di chuyển vòng quanh theo một quỹ đạo chung, hai cơn bão khống chế lẫn nhau, chúng bị kẹt trong một tương tác Fujiwara. Đến sáng ngày 26 tháng 9, hai cơn bão hợp nhất làm một khi mà mây dông của chúng đã tan rã. Khoảng vài ngày sau, xoáy thuận hợp nhất này đã phục hồi được mây đối lưu ở trung tâm và vòng lại trên vùng biển phía Đông Nhật Bản.

### Bão nhiệt đới Ruth
Một vùng mây dông đã hình thành trên khu vực giữa hai cơn bão Orchid và Pat trong ngày 23 tháng 9. Hệ thống này đã phát triển trở thành áp thấp nhiệt đới 30W trong ngày 24. Một ngày sau, nó mạnh lên thành một cơn bão nhiệt đới. Ruth di chuyển theo hướng Đông Bắc do một chế độ dòng thổi chung từ phía Tây Nam. Khi đó có một xoáy thuận nhiệt đới nhỏ hơn (Pat đã suy yếu) tiếp cận nó ở phía Đông Bắc. Vào ngày 26 tháng 9, hai xoáy thuận hợp nhất làm một, và kết quả là một xoáy thuận hợp nhất sau đó đã vòng lại ở vùng biển phía Đông Nhật Bản.

### Áp thấp nhiệt đới 31W
Vào ngày 26 tháng 9, một hoàn lưu xoáy trên tầng đối lưu đã tách ra từ một rãnh trên tầng cao khi nó ở cách Hawaii về phía Đông Bắc, và nó bắt đầu di chuyển về phía Tây hướng đến đường đổi ngày quốc tế. Rãnh trên tầng cao này đồng thời cũng tạo ra mây đối lưu sâu liên kết với những dòng mây ở tầng thấp, dẫn đến đề xuất rằng một hoàn lưu mực thấp có thể đã xuất hiện. Vào ngày 27, hệ thống này vượt đường đổi ngày quốc tế, và mây đối lưu vẫn được duy trì. Nó dần có tổ chức hơn và mặc dù thiếu đối lưu sâu, hệ thống vẫn được công nhận là một áp thấp nhiệt đới vào ngày hôm sau. Tuy vậy, nó không bao giờ có thể mạnh lên thành một cơn bão nhiệt đới, do thiếu đối lưu sâu trong hầu hết quãng thời gian nó tồn tại. Trong ngày 3 tháng 10, 31W đã vòng lại phía Đông, suy yếu, và cảnh báo cuối cùng đã được ban hành. Không có bất kỳ thiệt hại nào được báo cáo.

### Bão Seth (Bidang)
Một vùng mây dông hình thành ở khu vực gần quần đảo Marshall, nó di chuyển về phía Tây, cho thấy một thực trạng không điển hình đó là rãnh gió mùa đang hoạt động yếu. Vào ngày 1 tháng 10, một hoàn lưu mực thấp đã phát triển gắn kết với mây đối lưu. Quá trình phát triển sau đó diễn ra chậm, và hệ thống này mạnh lên thành một áp thấp nhiệt đới trong ngày mùng 3. Áp thấp nhiệt đới tiếp tục phát triển chậm khi di chuyển theo hướng Tây - Tây Bắc. Đến ngày mùng 6 thì nó cũng đã mạnh lên thành một cơn bão cuồng phong. Trong ngày mùng 7, Seth đã tăng cường trở thành một cơn bão mạnh, sau đó nó vòng lại quanh rìa của một áp cao cận nhiệt đới. Do đó, Đài Loan đã tránh được việc bị nó đổ bộ trực tiếp. Tuy nhiên, mưa lớn và gió mạnh cũng đã xảy ra khắp hòn đảo khiến 8 người chết, và gây thiệt hại 60 triệu Tân Đài tệ (TWD) (1994 TWD), hay 2,3 triệu USD (1994 USD).
Khi Seth di chuyển qua quần đảo Ryukyu, nó đã gây gió giật đến 200 km/giờ tại Yonaguni Jima. Cơn bão tăng tốc khi nó tiếp cận Hàn Quốc với cường độ bão cuồng phong, và nó bắt đầu quá trình chuyển đổi thành một hệ thống ngoài nhiệt đới. Ở Jeju đã ghi nhận gió đạt vận tốc 144 km/giờ khi Seth đi qua. Tổng lượng mưa đo được ở Hàn Quốc vượt quá 300 mm. Mặc dù mưa cơ bản đã giảm được tình trạng hạn hán, tuy nhiên nó cũng gây lũ lụt khiến một người chết ở Samchok. Vào ngày 12, ngay sau khi vượt qua bán đảo Triều Tiên, Seth đã chuyển đổi thành một xoáy thuận ngoại nhiệt đới.

### Bão Verne (Delang)
Một vùng mây dông hoạt động có tổ chức đã hình thành trong ngày 14 tháng 10 ở khu vực quần đảo Marshall. Vào cuối ngày 15, hệ thống đã phát triển thành một áp thấp nhiệt đới. Sau nó nó di chuyển theo hướng Tây - Tây Bắc, phát triển chậm, và trở thành một cơn bão nhiệt đới trong ngày 18. Cơn bão sau đó đi qua khu vực phía Bắc gần Guam, đem đến mưa với lượng vượt quá 75 mm, và gây gió giật lên tới 110 km/giờ trên hòn đảo. Vào ngày 20, Verne đã mạnh lên thành một cơn bão cuồng phong. Vào cuối ngày 21, Verne di chuyển chậm lại, khởi đầu quá trình ngừng trệ diễn ra trong gần nửa tuần, do sự sụp đổ của dòng thổi dẫn cơn bão. Trong ngày 24, Verne trở thành một cơn bão mạnh, đạt đến cấp 4 trong thang bão Saffir-Simpson. Đến ngày 26, cơn bão chuyển hướng Bắc, suy yếu chậm ở vùng biển Philippines. Vào ngày 28, Verne suy yếu thành một cơn bão nhiệt đới. Và cuối cùng đến ngày 1 tháng 11, Verne đã trở thành một xoáy thuận ngoại nhiệt đới khi nó di chuyển qua vùng biển phía Đông Nhật Bản.

### Bão Teresa (Katring) (bão số 9)
Bão Teresa (hay với cái tên được đặt bởi PAGASA, bão Katring), ở một thời điểm, nó đã là một trong bốn xoáy thuận nhiệt đới cùng đồng thời có mặt trên Tây Bắc Thái Bình Dương, và nó là cơn bão ở xa nhất về phía Tây trong số bốn cơn bão cùng xuất hiện khi đó. Hệ thống này được ghi nhận lần đầu trong ngày 15 tháng 10, khi nó là một vùng nhiễu động nhiệt đới ở cách quần đảo Mariana khoảng 340 dặm (550 km) về phía Đông. Sau đó nó di chuyển về phía Tây và đi qua khu vực cách Guam về phía Bắc, gần Saipan vào lúc khoảng 0600 UTC ngày 16 tháng 10.
Hệ thống này dần có tổ chức, và trong ngày 16, nó đã trở thành áp thấp nhiệt đới 34W, rồi thành một cơn bão nhiệt đới vào cuối ngày. Teresa tiếp tục di chuyển về phía Tây với một tốc độ ổn định và nó đã mạnh lên thành một cơn bão cuồng phong trong ngày 19. Cũng trong ngày hôm đó, nó đạt cường độ tối đa với vận tốc gió 150 km/giờ. Teresa vượt qua Philippines khi đang di chuyển theo hướng Tây - Tây Nam, đi qua ngay sát phía Nam thủ đô Manila. Trong thời gian cơn bão ở trên quần đảo Philippines, nó đã suy yếu xuống còn là một cơn bão nhiệt đới. Sau đó cơn bão di chuyển theo hướng Tây Nam, dần tăng cường trở lại, và nó một lần nữa đạt cường độ bão cuồng phong vào ngày 23. Teresa di chuyển chậm lại, chuyển hướng Tây, và dần suy yếu khi nó hướng đến vùng bờ biển Việt Nam. Cảnh báo cuối cùng được ban hành bởi JTWC khi Teresa vẫn đang còn là một cơn bão nhiệt đới, tuy nhiên nó đang suy yếu trên vùng biển sát đất liền Nam Trung Bộ. Tàn dư của cơn bão đã đi vào miền Nam Việt Nam trong tối ngày 26 tháng 10.
Ở Philippines, cơn bão khiến ít nhất 14 người thiệt mạng và 11 người khác bị thương.. Nó cũng gây thiệt hại lớn đến lúa gạo và các đồn điền trồng dừa. Điện ở thủ đô Manila và các khu vực lân cận đã bị cắt. Nhiều cây cối bị bật gốc, và các cột điện bị đổ. Một chiếc tàu chở dầu của Malta trên Biển Đông, ở khu vực cách Hong Kong khoảng 370 dặm (600 km) về phía Đông Nam đã bị gãy làm đôi và lật úp, khiến hai người chết và 14 người mất tích. Những thuyền viên còn lại đã được cứu sống. Tại Philippines, tổng thiệt hại do cơn bão gây ra là 67,4 triệu USD.

### Bão Wilda
Vào ngày 18 tháng 10, một vùng nhiễu động nhiệt đới đã hình thành dọc theo trục của cùng một rãnh thấp đã tạo ra các cơn bão Teresa và Verna trên vùng nhiệt đới, xa ngoài khơi Thái Bình Dương. Hệ thống này sau đó phát triển chậm, trở thành một áp thấp nhiệt đới trong ngày 19. Áp thấp nhiệt đới di chuyển theo hướng Tây - Tây Bắc, mạnh lên thành một cơn bão nhiệt đới trong ngày 20. Sau khi tiếp tục mạnh lên thành một cơn bão cuồng phong, nó chuyển hướng Tây - Tây Nam, hướng đến Saipan. Từ tối ngày 24 đến tối ngày 25, Wilda hầu như ít di chuyển, khi đó nó ở vị trí cách Saipan 110 dặm (170 km) về phía Đông - Đông Bắc, và dần suy yếu. Ở Guam đã xảy ra mưa với lượng 126 mm, và gió giật lên tới 137 km/giờ khi Wilda dừng lại ở khu vực cách hòn đảo về phía Đông Bắc. Cơn bão sau đó chuyển hướng Đông Bắc đi dọc theo một rãnh gió mùa ngược do dải áp cao cận nhiệt đới ở phía Bắc lúc này đang suy yếu. Đến ngày 28, Wilda vòng lại hướng Bắc - Tây Bắc. Cuối ngày 29, Wilda lại chuyển hướng sang Đông Bắc và bắt đầu tăng tốc. Vào ngày 1 tháng 11, hệ thống đã chuyển đổi thành một xoáy thuận ngoại nhiệt đới.

### Bão nhiệt đới Yuri
Vào ngày 22 tháng 10, một vùng mây đối lưu kết hợp với một rãnh trên tầng đối lưu đã hình thành trên khu vực cách Hawaii về phía Đông Bắc. Sau đó nó di chuyển nhanh chóng về phía Tây, với một trung tâm hoàn lưu mực thấp đã hình thành gắn kết với mây đối lưu, và vượt qua đường đổi ngày quốc tế vào tối hôm đó. Hệ thống này được đề cập đến lần đầu bởi JTWC trong "Thông báo thời tiết nhiệt đới quan trọng" của họ, sáu giờ sau khi ghi nhận rằng có một hoàn lưu mực thấp đã phát triển phía dưới rãnh trên tầng đối lưu di động. Sau một quá trình phát triển chậm, đến ngày 23, hệ thống này đã có tổ chức hơn, trở thành áp thấp nhiệt đới 36W. Cùng ngày, JMA cũng đã nâng cấp hệ thống thành bão nhiệt đới 9433 vào lúc 1200 UTC. Không lâu sau, JTWC cũng đã quyết định nâng cấp áp thấp nhiệt đới lên thành bão nhiệt đới Yuri. JTWC nâng cấp nó dựa trên việc một vùng mây đối lưu sâu nhỏ đã hình thành ở phần phía Nam của hoàn lưu trung tâm ở mực thấp, cũng như sự chuyển động nhanh chóng của mây tầng thấp với vận tốc 74 km/giờ đã được quan sát ở phần phía Bắc của hoàn lưu.
Yuri đã duy trì cường độ là một cơn bão nhiệt đới nhỏ trong hai ngày tiếp theo hoặc hơn trước khi nó bị giáng cấp xuống còn là áp thấp nhiệt đới do thiếu đối lưu sâu, và một sự suy yếu đã được thể hiện trên ảnh vệ tinh. Cảnh báo cuối cùng được ban hành vài giờ sau, trong ngày 25 tháng 10. Không có thiệt hại nào được báo cáo. Gió nhẹ với vận tốc 20 km/giờ cũng được ghi nhận ở Chichi-jima trong ngày 25.

### Bão Zelda (Esang)
Đoạn cuối phía Đông Bắc của một rãnh gió mùa đã phát triển thành áp thấp nhiệt đới 37W trong ngày 25 tháng 10 trên khu vực vĩ độ cận nhiệt đới. Hệ thống di chuyển về phía Đông Nam, rồi chuyển thành Tây Nam, trở thành một cơn bão nhiệt đới vào ngày 29. Zelda sau đó tiếp tục tăng cường chậm, và nó đã trở thành một cơn bão cuồng phong vào ngày 1 tháng 11 khi dần chuyển hướng về phía Tây. Tiếp tục đi vòng theo chiều kim đồng hồ, Zelda vòng lại phía Tây Bắc, khi đó nó đã đi qua quần đảo Bắc Mariana. Trong ngày mùng 3 cơn bão đã mạnh lên nhanh chóng thành một siêu bão có vận tốc gió 250 km/giờ. Đến ngày mùng 8, khi đã chuyển hướng Đông Bắc, Zelda suy yếu thành một cơn bão nhiệt đới. Vào ngày mùng 10, cơn bão tan biến, trên một khu vực chỉ cách vị trí xuất phát ban đầu khoảng 1.100 dặm (1700 km), sau khi nó đã di chuyển một quãng đường lên tới cả vài ngàn dặm.

### Bão Axel (Garding) (bão số 10)
Dọc theo một rãnh thấp gần xích đạo, một hoàn lưu bề mặt đã hình thành trong ngày 13 tháng 12 và bắt đầu di chuyển theo hướng Tây - Tây Bắc. Vào ngày 14, hệ thống này đã có tổ chức, trở thành một áp thấp nhiệt đới. Nhưng chỉ 12 giờ sau, nó lại trở nên rất bất tổ chức và đã có hơn một trung tâm hoàn lưu xuất hiện. Sang đến ngày 15, hệ thống dần hồi phục trở lại do mây dông đã tăng cường hoạt động gần vùng trung tâm chính của nó. Và đến tối cùng ngày, nó một lần nữa được xem là một áp thấp nhiệt đới. Sau đó áp thấp nhiệt đới phát triển chậm, mạnh lên thành một cơn bão cuồng phong trong ngày 19 khi đang di chuyển về phía Tây.
Sau đó, Axel đi qua vùng phía Nam Samar thuộc Philippines, và suy yếu trên đất liền. Có 60 người đã thiệt mạng khi cơn bão di chuyển qua đất nước này,, với 5 trường hợp thiệt mạng xảy ra ở thành phố Bacolod khi mưa lớn đã làm vỡ một con đập. Sóng lớn cũng đã phá hủy 163 ngôi nhà ở Mindanao. Cơn bão đi vào Biển Đông với cường độ bão nhiệt đới, sau đó mạnh trở lại thành một cơn bão cuồng phong trước khi độ đứt gió theo phương đứng tăng lên đáng kể khiến cho nó suy yếu trầm trọng. Xoáy thuận nhiệt đới này cuối cùng đã tan vào ngày 26 khi nó ở cách Hong Kong khoảng 230 dặm (370 km) về phía Đông Nam.

### Bão nhiệt đới Bobbie
Một vùng nhiễu động nhiệt đới đã hình thành trên khu vực quần đảo Marshall trong ngày 15 tháng 12. Sau đó hệ thống di chuyển theo hướng Tây - Tây Bắc, hướng đi chủ yếu trong suốt quãng thời gian nó tồn tại. Do độ đứt gió theo chiều thẳng đứng ở mức không thuận lợi, vùng nhiễu động tổ chức chậm. Đến ngày 18, nó trở thành một áp thấp nhiệt đới, và đã là một cơn bão nhiệt đới trong ngày 19. Sau đó nó vòng lại, tan khi là một xoáy thuận nhiệt đới trong ngày 25, và tàn dư còn lại là một vùng thấp trong sáng sớm hôm sau.

## Tên bão
Năm 1994, bão trên Tây Bắc Thái Bình Dương được đặt tên bởi JTWC. Cơn bão đầu tiên được đặt tên là Owen và cái tên cuối cùng được sử dụng là Bobie.
| - Owen (9401) - Page (9402) - Russ (9403) - Sharon (9404) - Tim (9405) - Vanessa (9406) - Walt (9407) | - Yunya (9408) - Zeke (9409) - Amy (9410) - Brendan (9411) - Caitlin (9412) - Doug (9413) - Ellie (9414) | - Fred (9416) - Gladys (9417) - Harry (9418) - Ivy (9419) - Joel (9421) - Kinna (9422) - Luke (9423) | - Melissa (9424) - Nat (9425) - Orchid (9426) - Pat (9427) - Ruth (9428) - Seth (9429) - Teresa (9430) | - Verne (9431) - Wilda (9432) - Yuri (9433) - Zelda (9434) - Axel (9435) - Bobbie (9436) |

Hai cơn bão của khu vực Đông Bắc Thái Bình Dương, Li (08E) và John (10E), đã đi vào khu vực Tây Bắc Thái Bình Dương và chúng trở thành bão nhiệt đới Li và bão cuồng phong John của khu vực Tây Bắc Thái Bình Dương. Tên gọi cũng như hậu tố E ký hiệu ban đầu của chúng vẫn được giữ nguyên. JMA đã cho chúng các số hiệu là 9415 và 9420.

### Tên bão ở Philippines
PAGASA sử dụng một danh sách tên riêng cho các xoáy thuận nhiệt đới nằm trong khu vực theo dõi của họ. Đây là danh sách dùng trong năm 1994, danh sách này lặp lại với chu kỳ 4 năm.
| - Akang - Bising (9401) - Klaring (9402) - Deling - Emang (9403) | - Gading (9404) - Heling - Iliang (9405) - Loleng (9406) - Miding (9407) | - Norming (9408) - Oyang (9410) - Pasing (9412) - Ritang (9413) - Susang (9416) | - Tering - Uding (9417) - Weling (9423) - Yaning - Aning (9426) | - Bidang (9429) - Katring (9431) - Delang (9430) - Esang (9434) - Garding (9435) |

### Số hiệu tại Việt Nam
Ở Việt Nam một cơn bão (đạt cường độ bão nhiệt đới trở lên) sẽ được đặt số hiệu khi nó đi vào khu vực thuộc phạm vi theo dõi của Trung tâm Dự báo Khí tượng Thủy văn Việt Nam được xác định trên Biển Đông phía Tây kinh tuyến 120°Đ và phía Bắc vĩ tuyến 10°B. Số hiệu của bão được đặt theo số thứ tự xuất hiện của nó trong năm.
Dưới đây là các cơn bão được Trung tâm Dự báo Khí tượng Thủy văn Việt Nam đặt số hiệu trong năm 1994: (Kèm vùng đổ bộ)
| - Bão số 1 (Owen) (tan ở giữa Biển Đông) - Bão số 2 (Russ) (đổ bộ Nam Trung Quốc) - Bão số 3 (Sharon) (đổ bộ Nam Trung Quốc) - Bão số 4 (Vanessa) (tan ở Đông Bắc Biển Đông) - Bão số 5 (Amy) (đổ bộ vào Thanh Hóa) - Bão số 6 (Harry) (đổ bộ vào Quảng Ninh) - Bão số 7 (Joel) (đổ bộ vào Quảng Ninh) - Bão số 8 (Luke) (suy yếu thành vùng thấp trước khi vào phía Bắc Nghệ An) - Bão số 9 (Teresa) (đổ bộ vào Vũng Tàu) - Bão số 10 (Axel) (tan ở giữa Biển Đông) |